# Parlement van Dauphiné

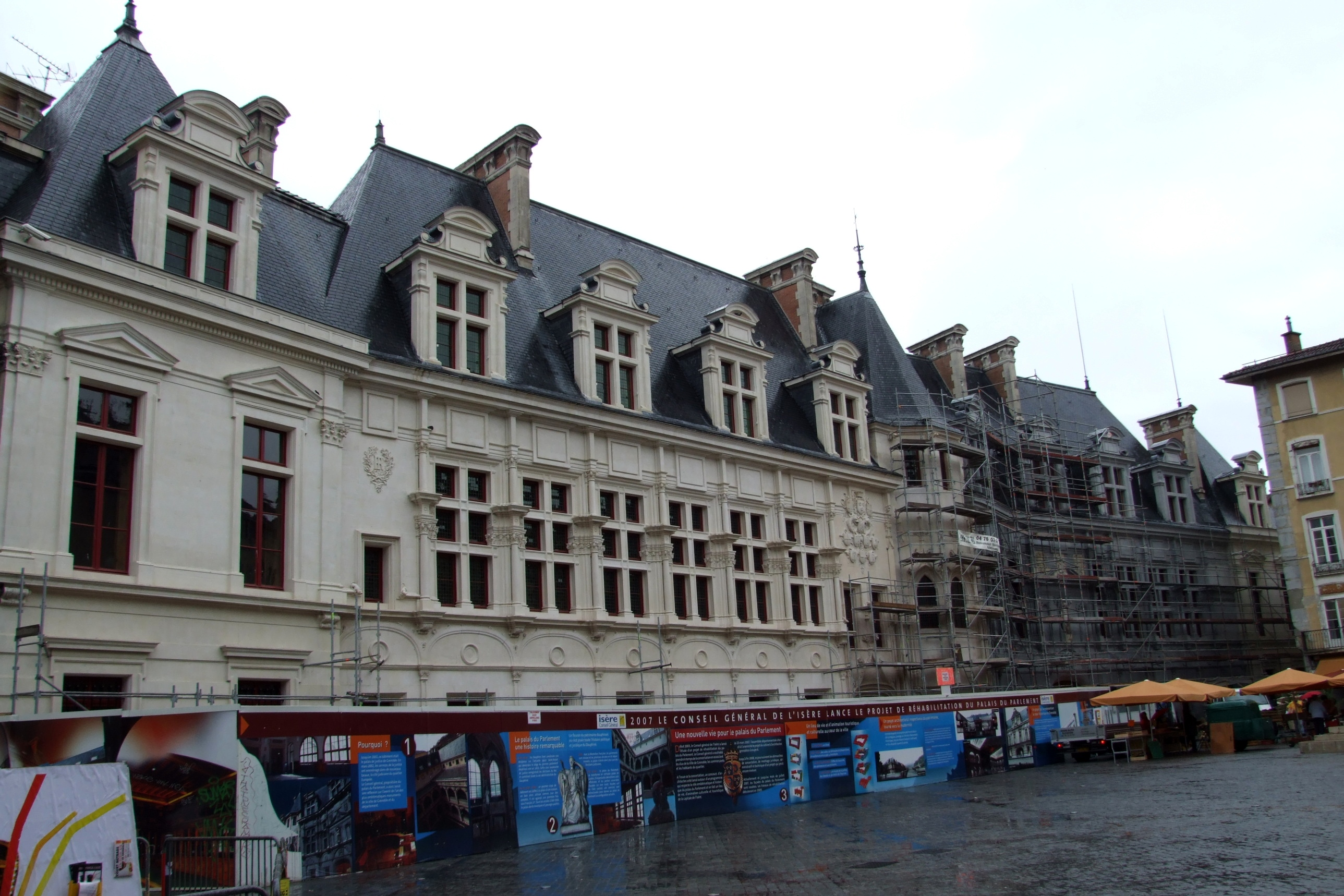
Palais du Parlement

Het Parlement van Dauphiné was tijdens het ancien régime de hoogste rechtbank van de Franse provincie Dauphiné en was gevestigd in Grenoble. Daarom werd het ook het Parlement van Grenoble genoemd.

## Geschiedenis

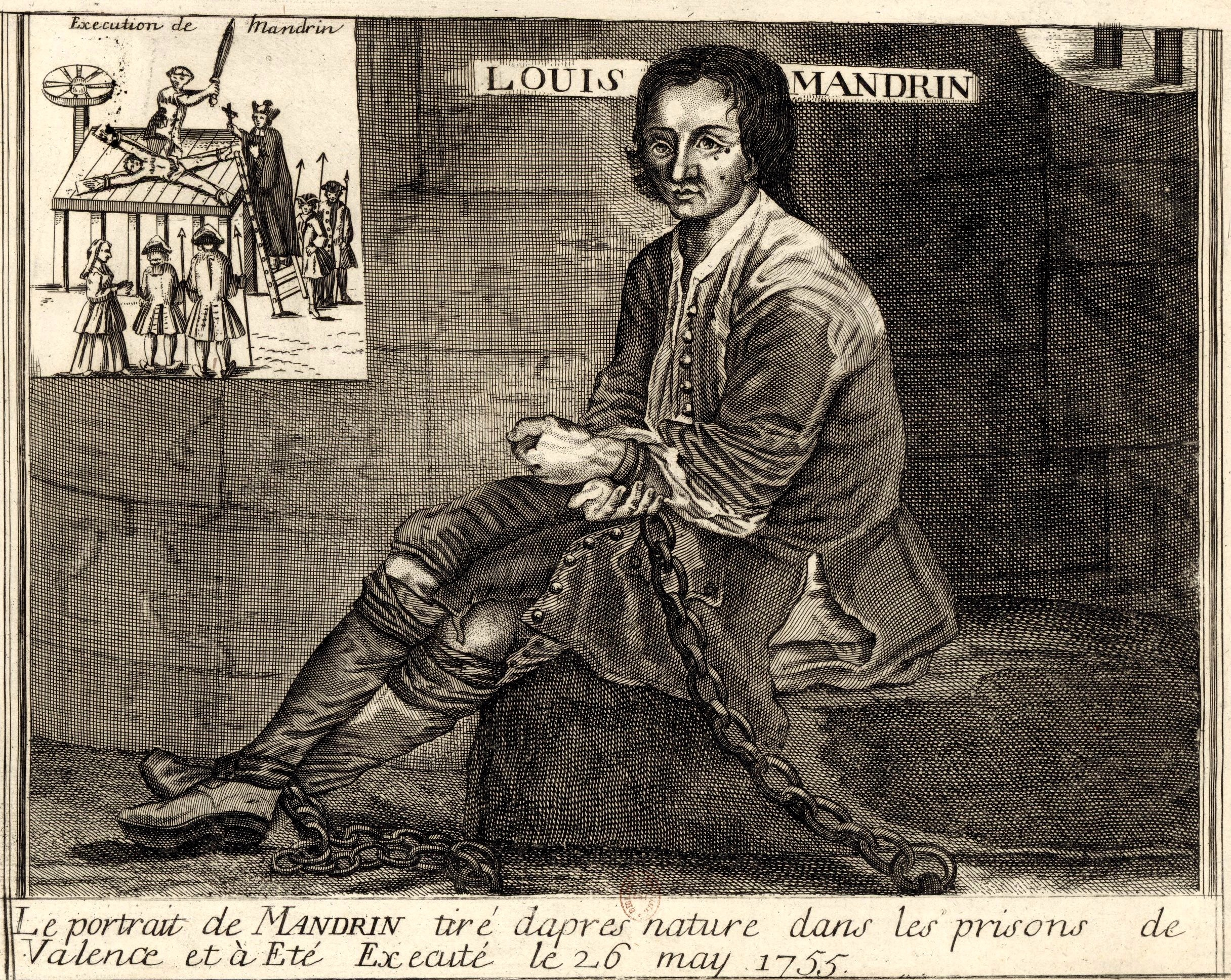
Louis Mandrin in de gevangenis en op het schavot

De voorloper van het Parlement was de Conseil delphinal, gesticht door dauphin Humbert II in 1340. Deze raad was opgericht naar het voorbeeld van gelijkaardige instellingen in Savoye en Provence en had politieke, administratieve en gerechtelijke taken. Ook nadat Dauphiné in 1349 werd opgenomen in Frankrijk bleef deze raad bestaan. In 1453 werd de raad omgevormd in het Parlement van Dauphiné. Hiermee was het een van de oudste parlementen van Frankrijk, na die van Parijs en Toulouse.
Het Parlement werd in 1788 door koning Lodewijk XVII gesloten. Deze sluiting en de arrestatie van enkele magistraten leidde tot een opstand in Grenoble, de Journée des tuiles (Dag der dakpannen, 7 juni 1788). Hierop kwamen de Staten van Dauphiné bijeen, die de bijeenroeping van de Staten-Generaal eisten, hetgeen het jaar nadien zou gebeuren en als het begin van de Franse Revolutie wordt beschouwd. Het Parlement van Dauphiné werd na de Franse Revolutie op 30 september 1790 afgeschaft.

## Taken en werking

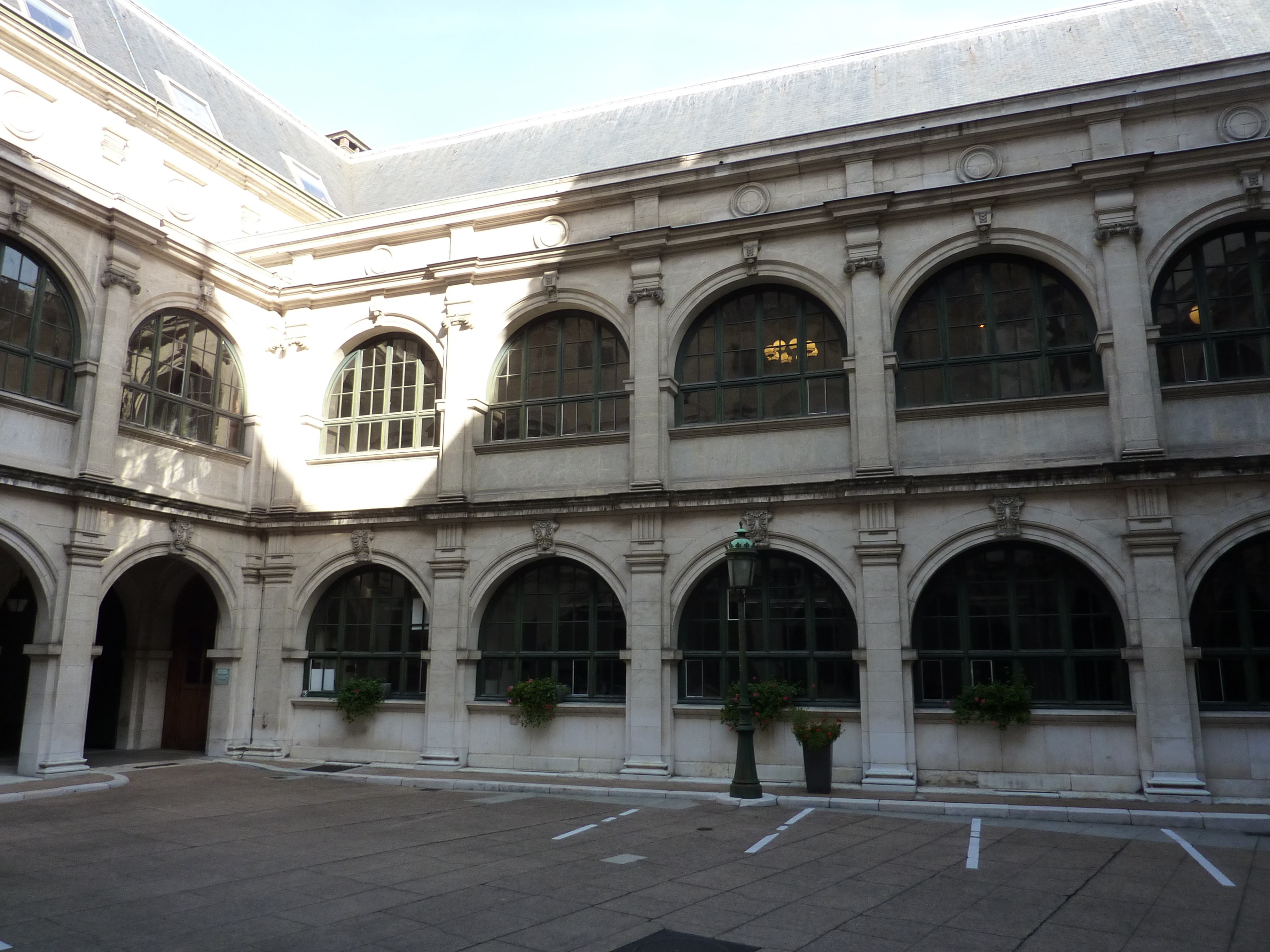
Tweede binnenplaats

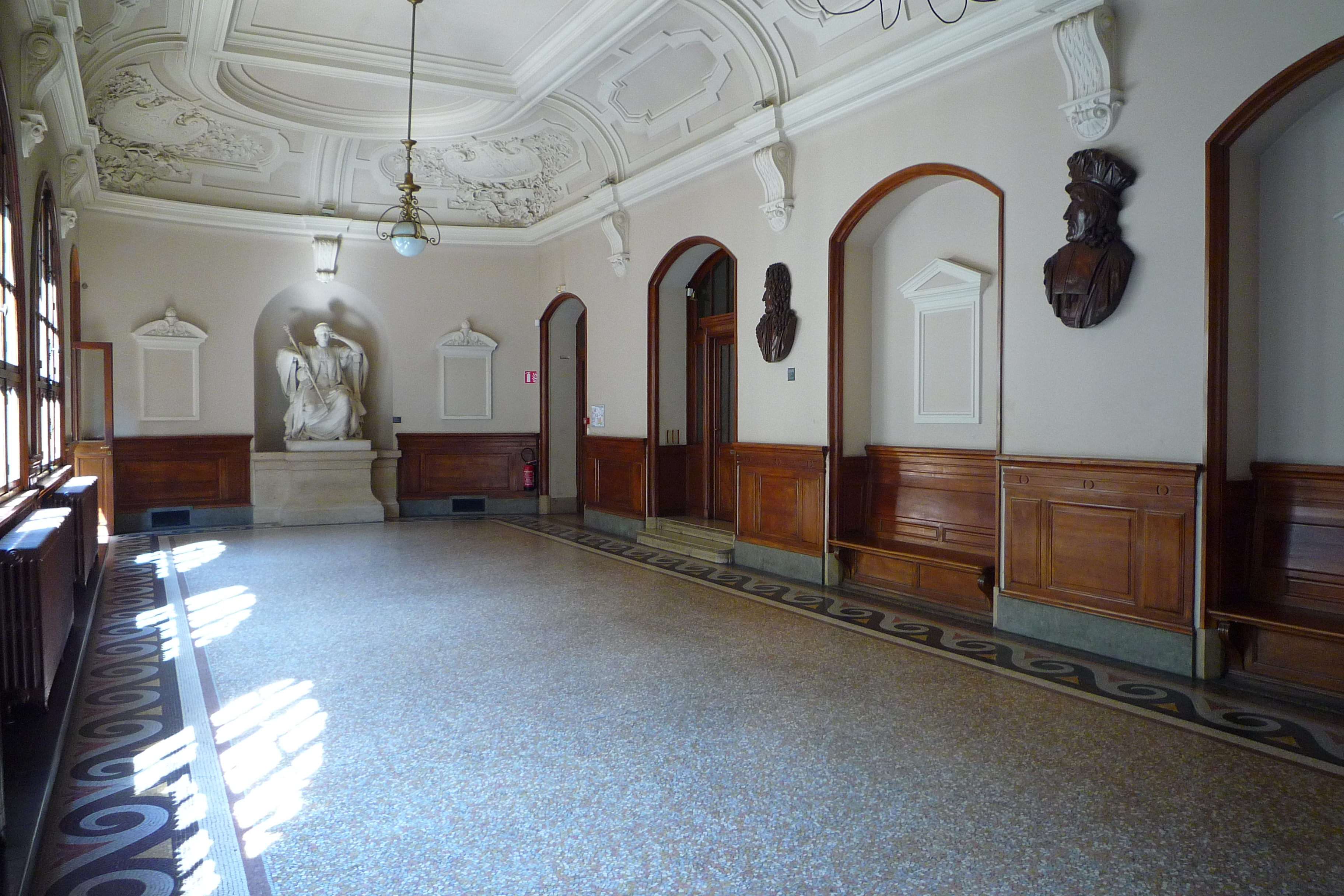
Salle des pas perdus

Het Parlement was de hoogste rechtbank van Dauphiné en behandelde in hoger beroep burgerlijke, administratieve en strafzaken. Daarnaast behandelde het Parlement ook bepaalde zaken in eerste aanleg. Zeker tot de 18e eeuw werden in strafzaken zware straffen uitgesproken, zoals de doodstraf, lijfstraffen en veroordeling tot de galeien. Opmerkelijke zaken die behandeld zijn door het Parlement van Dauphiné zijn de veroordeling tot de brandstapel van de franciscaner monnik François de Nobilibus wegens hekserij in 1606 en de doodstraf met radbraken voor smokkelaar Louis Mandrin in 1755.
Daarnaast had het Parlement ook bestuurlijke taken, zoals het huisvesten van soldaten, het zorgen voor de straatverlichting of het nemen van maatregelen tijdens epidemieën of hongersnood.
Tot slot had het Parlement de taak om de wetten en ordonnanties van de koning te registreren in de provincie. Het Parlement had hierbij een toetsingsrecht, waarbij de koninklijke besluiten werden getoetst aan de rechten en vrijheden die in het verleden aan Dauphiné waren verleend. Het Parlement zag met name toe op de vrijwaring van allodiale goederen en de rechten van de belastingbetalers. In de loop van de 18e eeuw maakte het Parlement steeds vaker gebruik van dit toetsingsrecht en weigerde het koninklijke besluiten te registreren. Toen de koning het registratierecht afnam van de parlementen, leidde dit tot politieke discussies in het Parlement en uiteindelijk tot de sluiting op bevel van de koning in 1788.

## Samenstelling
Het Parlement van Dauphiné telde ongeveer 70 magistraten. Het Parlement telde tien kamers met elk een eigen voorzitter. Daarnaast waren er 55 raadsleden, een procureur-generaal en drie advocaten-generaal. Naast deze magistraten waren er advocaten, notarissen en allerhande personeel verbonden aan het Parlement, tot 800 man in totaal tijdens de 18e eeuw. 

## Gebouw
Het Parlement van Dauphiné was samen met de Rekenkamer van Dauphiné en het baljuwschap van Grésivaudan gehuisvest in het Palais du Parlement. De oudste delen van dit paleis werden tussen 1490 en 1510 gebouwd in de stijl van de flamboyante gotiek. De Rekenkamer was gevestigd in de rechtervleugel uit de 16e eeuw, gebouwd in renaissancestijl.
Tussen 1800 en 2002 deed dit gebouw dienst als gerechtshof van Grenoble, waar het Hof van Beroep, het Hof van Assisen, het Tribunal de Grande Instance en de handelsrechtbank gevestigd waren.